# Anders Gustaf Koskull

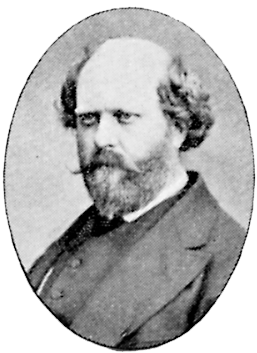
Anders Gustaf Koskull

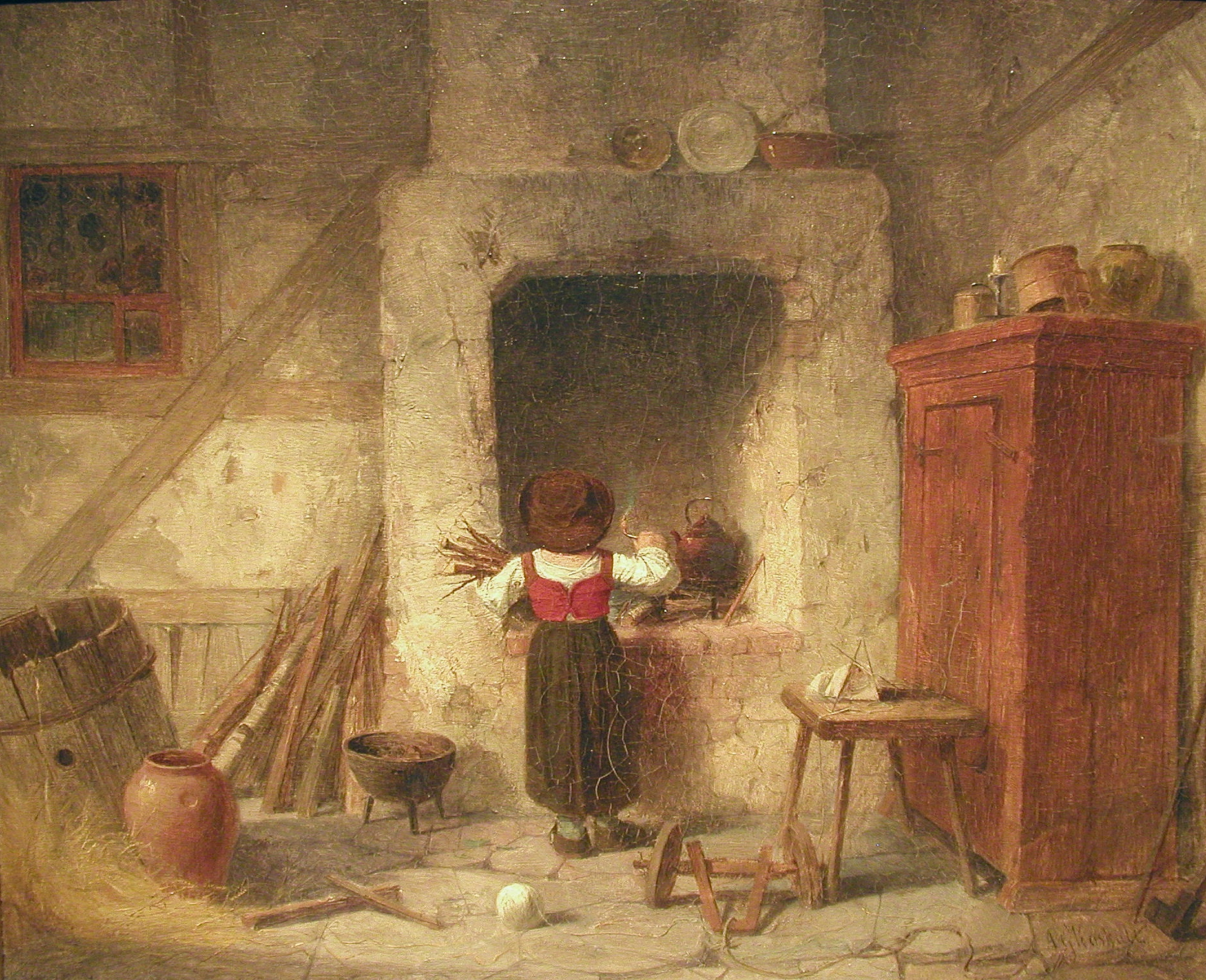
Anders Gustaf Koskull uppskattades för sina genrebilder med barn. Tavlan Hushållsbestyr (1866) finns på Nationalmuseum.

Anders Gustaf Koskull, född 27 november 1831 i Klara församling, Stockholm, död 29 januari 1904 i Hedvig Eleonora församling, Stockholm, var en svensk målare, stilmässigt tillhörande düsseldorfskolan.
Anders Gustaf Koskull var son till hovmarskalken Anders Erik Koskull och friherrinnan Johanna Sophia Fredrika Fleming af Liebelitz. 
Efter förberedande konststudier i Sverige reste han 1852 till Düsseldorf, och var en av de första svenskar som reste ditför att studera konst. Han studerade först för Wilhelm Sohn men fick ganska snart Adolf Tidemand som lärare. Med undantag av en kortare tid i Thomas Coutures ateljé i Paris var han verksam i Düsseldorf 1852–1860. Hemkommen till Sverige 1860 bosatte han sig i Stockholm och kallades 1861 till agré vid Fria konsternas akademi. Han erhöll 1862 statens resestipendium, med vilket han besökte Tyskland och uppehöll sig där en längre tid vid konstsamlingarna i Berlin och Dresden. 1868 blev Koskull ledamot av Konstakademien. Han medverkade ett flertal gånger i Konstakademiens utställningar 1860–1885 och med Stockholms konstförening.
Bland hans offentliga arbeten märks en altartavla i Västra Eds kyrka, Kalmar län. Han var i sitt konstnärskap en typisk Düsseldorfare och hans målningar består av genrebilder med barn och bilder av kyrkfolk som anknöt till hans egen religiösa uppfattning och en mängd teckningar.
Koskull finns representerad vid bland annat Nationalmuseum i Stockholm, Malmö museum, Göteborgs konstmuseum, Norrköpings konstmuseum och Uppsala universitetsbibliotek.
Under 2000-talets första decennium såldes Koskulls målningar på auktioner i Sverige för runt 5.000 kronor. Koskull är begravd på Norra begravningsplatsen utanför Stockholm.